# Zeitschrift für Papyrologie und Epigraphik
Die Zeitschrift für Papyrologie und Epigraphik (übliche Abkürzung ZPE) ist eine Fachzeitschrift auf dem Gebiet der klassischen Altertumswissenschaften. Sie erscheint seit 1967 in vier bis fünf Ausgaben pro Jahr im Bonner Verlag Rudolf Habelt. In erster Linie werden in der ZPE Beiträge zu neu gefundenen oder neu interpretierten Papyri und Inschriften veröffentlicht; es finden sich aber auch allgemeinere althistorische Artikel. Seit Oktober 2018 wird die Zeitschrift von Werner Eck, Charikleia Armoni, Rodney Ast, Helmut Engelmann, Jürgen Hammerstaedt, Andrea Jördens, Rudolf Kassel, Wolfgang Dieter Lebek, Klaus Maresch, Georg Petzl, Cornelia Römer und Gregor Staab herausgegeben.
Die von 1988 bis 2000 erschienenen Bände der ZPE sind im Internet frei zugänglich.